# Carter Braxton
Pour les articles homonymes, voir Braxton.
Carton Braxton, né le 16 septembre 1736, mort le 10 octobre 1797, était un signataire de la Déclaration d'indépendance des États-Unis en tant que représentant de la Virginie.

## Biographie
Carter Baxton est né dans la plantation de Newington, au Comté de King and Queen, en Virginie le 16 septembre 1736. Il est le fils d'un négociant-planteur, et petit-fils de Robert "King" Carter, l'un des propriétaires fonciers et possesseur d'esclaves les plus riches de Virginie. Il suit des études au Collège de William et Mary, puis épouse une riche héritière, Judith Robinson, à l'âge de 19 ans, qui meurt deux ans plus tard, le laissant avec deux filles. Il part deux ans en Angleterre, puis revient dans les colonies en 1760, se remariant à nouveau avec Elisabeth Corbin, et représente le comté de King William lors de la Chambre des Bourgeois de Virginie. Il rejoint le Comité de sécurité patriote de Virginie en 1774 et représente son comté à la Convention. Lorsque Peyton Randolph meurt en 1775, Braxton prend sa place au Congrès continental. Il y siège de février à août 1776, année où la Virginie réduit sa délégation à 5 membres. Le 4 juillet 1776, il signe la déclaration d'indépendance des États-Unis. Il retourne ensuite à la Chambre des Bourgeois de Virginie et siège au Comité exécutif de l'État.
Braxton investit beaucoup de sa fortune dans la révolution américaine. Il prête de l'argent à cette cause et finance divers expéditions, mais il est censuré en 1780 par le Congrès continental pour son rôle dans la saisie d'un navire portugais neutre. Les Anglais détruisent ses investissements dans l'expédition et plusieurs de ses plantations subissent le même sort pendant la guerre. Braxton accumule beaucoup de dettes et ne s'en remettra jamais financièrement. Il est forcé de vendre sa propriété en 1786 et s'installe dans une résidence plus petite à Richmond. Chericoke et Elsing Green sont les quelques lieux dans lesquels il a résidé. Chericoke est toujours en possession de sa famille aujourd'hui et Elsing Green est devenu un lieu touristique. Carter Braxton meurt le 10 octobre 1797.

## Descendance
Son arrière-petit-fils Elliot Muse Braxton a été élu au Quarante-deuxième Congrès (du 4 mars 1871 au 3 mars 1873). Un autre arrière-petit-fils, John W. Stevenson, fut le Gouverneur du Kentucky et membre du Sénat Américain.

## Hommage
Le comté de Braxton a été nommé ainsi en son honneur. Trois biographies de Braxton ont été écrites jusqu'à aujourd'hui, la plus célèbre étant Carter Braxton, Virginia Signer: A Conservative in Revolt d'Alonzo Dill.